# Koonan
Koonan est une localité située au nord-ouest de la Côte d'Ivoire et appartenant au département de Touba, dans la Région du Bafing. La localité de Koonan est un chef-lieu de commune et de sous-préfecture. Sa population était de 6 653 habitants en 2014, .

## Histoire
Les ancêtres des Mahous sont venus dans la région depuis l'Empire du Mali entre le XVIe et le XVIIe siècle. Ils combattirent et chassèrent les premiers habitants des lieux, des Yacoubas et fondèrent d'abord le village de Soula puis celui de Koonan. 
Pendant la période coloniale, Koonan fut érigée en chef-lieu de canton avant de devenir en 1975 chef-lieu de sous-préfecture.

## Villages
Les quinze villages de la sous-préfecture de Koonan et leur population en 2014 sont :
1. Bayola (294)
2. Koonan (935)
3. Monzonan (313)
4. Soula (1 261)
5. Vassamadougou (206)
6. Fouana (103)
7. Golla (190)
8. Lassebadougou (168)
9. Massédougou (477)
10. Missadougou (175)
11. Sékodougou (338)
12. Sialou (141)
13. Ténémassa (1 488)
14. Togbadougou (160)
15. Yaffè (304)